# رابرت ازرا پارک
رابرت اِزرا پارک (به انگلیسی: Robert E. Park)؛ (۱۴ فوریه ۱۸۶۴–۷ فوریه ۱۹۴۴) جامعه‌شناس شهری و از چهره‌های برجسته در تاریخ اولیهٔ جامعه‌شناسی در آمریکا و مکتب جامعه‌شناسی شیکاگو است.

## تحصیلات و شغل
در 14 فوریهٔ ۱۸۶۴ در شهر هاروی ویل پنسیلوانیا متولد شد. به عنوان پسر یک بازرگان مرفه پرورش یافت. با وجود مخالفت پدرش برای تحصیل به دانشگاه مینه‌سوتا رفت. یک سال بعد به دانشگاه میشیگان رفت و در آنجا تحت تأثیر افکار جان دیویی و فرانکلین فورد قرار گرفت. پارک پس از فارغ‌التحصیل شدن از ۱۸۸۷، به این نتیجه رسید که به‌جای حرفهٔ تجارت پدرش، علاقه دارد تا به روزنامه‌نگاری و گرازش‌گری در روزنامه بپردازد که با روحیات اصلاح‌گرایانه‌اش بیشتر سازگاری داشت. از ۱۸۸۷ تا ۱۸۹۸ برای روزنامه‌های مینه‌سوتا، دترویت، دِنور، نیویورک و شیکاگو کار کرد. روزنامه‌نگاری او را به سمت مسائل شهری سوق داد و کارهای تحقیقی پارک در زمینهٔ جامعه‌شناسی شهری از همین تجربه‌های روزنامه‌نگاری سرچشمه می‌گیرند.
در ۱۸۹۴ با دختر یک وکیل سرشناس میشیگان به نام کلارا کاهیل ازدواج کرد و از او صاحب چهار فرزند شد. چهار سال بعد برای ادامه تحصیل در فلسفه به دانشگاه هاروارد رفت تا تجربیاتش را با دانش و علم تکمیل کند و دیدگاهی به دست آورد که این تجریبات را به زبان دقیق علمی توصیف کند. در هاروارد روان‌شناسی و فلسفه خواند و برای مطالعات بیشتر به آلمان سفر کرد. به دانشگاه برلین رفت و تحت تأثیر سخنرانی‌های جورج زیمل قرار گرفت. درس‌های زیمل تنها آموزش رسمی او در جامعه‌شناسی بود. در برلین تحت تأثیر رسالهٔ جامعه‌شناس روس، کیستیاکوفسکی قرار گرفته بود که دربارهٔ منطق علوم اجتماعی و تحت عنوان جامعه و فرد در ۱۸۹۹ نوشته شده بود. به استراسبورگ و سپس هایدلبرگ رفت و زیرنظر ویلهلم ویندلباند رسالهٔ دکترایش را تحت عنوان «توده و جمهور مردم» نوشت. بعد به هاروارد بازگشت و قسمت آخر رساله‌اش را نوشت و مدت یک سال در فلسفه این دانشگاه سمت دستیاری داشت. پارک به دلیل دلزدگی از جهان دانشگاهی، دانشگاه را رها کرد و به روزنامه‌نویسی بازگشت تا به مسائل جهان اجتماعی و مردم، خصوصاً مسائل سیاه‌پوستان که جزو حادترین مسائل اجتماعی آمریکا بود بپردازد. در این مقطع از زندگی بود که با بوکر تی. واشینگتون رئیس مؤسسه تاسکیگی آشنا شد و مدت نه سال منشی غیررسمی و همراه او در سفرهایش شد و به مسائل سیاهان در آفریقا پرداخت.
در ۱۹۱۴ پارک به پیشنهاد ویلیام توماس پذیرفت که در گروه جامعه‌شناسی دانشگاه شیکاگو یک دورهٔ تابستانی درسی در مورد «سیاه‌پوستان آمریکا» ارائه دهد. این شروع همکاری با گروه جامعه‌شناسی دانشگاه شیکاگو به عنوان عضو ثابت و تدریس تا سال ۱۹۳۶ بود. در این دوره بود که پارک علاقه‌اش به مسائل شهری را وارد دانشگاه کرد و دانشجویان را تشویق به تحقیق و توجه به مسائل شهری کرد. مهمترین اثر پارک، کتاب «پیش‌درآمدی بر علم جامعه‌شناسی» است که با همکاری ارنست برژس در ۱۹۲۱ ارائه شد و یکی از مهمترین کتاب‌های درسی دربارهٔ تاریخ اولیهٔ جامعه‌شناسی آمریکا شناخته می‌شود. پارک حتی بعد از بازنشستگی از دانشگاه شیکاگو همچنان به همکاری علمی با دانشجویان ادامه داد و در دانشگاه نَشویل تنسی تا هشتاد سالگی به آموزش و راهنمایی دانشجویان در فعالیت‌های تحقیقاتی‌شان ادامه داد. در هفتم فوریهٔ ۱۹۴۴، یک هفته پیش از رسیدن به هشتاد سالگی در نَشویل تنسی در گذشت.